# صالح محمد بوكيلي
صالح محمد بوكيلي هو حكم كرة قدم مغربي سابق.

## مسيرته
أدار مباريات في عدة مسابقات:
- نهائي كأس العرش موسم 1959-1960
- الألعاب الأولمبية الصيفية 1964 (مباراة واحدة)
- نهائي كأس العرش موسم 1964
- نهائي كأس العرش موسم 1965
- كأس أفريقيا 1970 : مباراة الترتيب (بين مصر و الكوت ديفوار)